# Tupolev ANT-23
Il  Tupolev ANT-23 (in cirillico Туполев АНТ-23) era un monoplano bimotore sviluppato in Unione Sovietica all'inizio degli anni trenta. Viene talvolta indicato anche come Tupolev I-12 in virtù della destinazione prevista quale aereo da caccia (dal cirillico И-12: Истребитель -Istrebitelʹ- letteralmente "combattente").
Progettato in seno allo TsAGI (istituto all'epoca diretto da Andrej Nikolaevič Tupolev) da un gruppo di lavoro facente capo a Pavel Osipovič Suchoj e Vladimir Dmitrievič Černyšëv, non risultò in grado di esprimere prestazioni soddisfacenti e il suo sviluppo venne abbandonato.

## Storia del progetto
Il progetto dell'ANT-23 ebbe origine nel corso del 1929: si trattava di un caccia pesante destinato ad alloggiare due cannoni senza rinculo di grosso calibro.
Per la sua realizzazione il gruppo di giovani ingegneri dello TsAGI ricorse a diverse soluzioni inusuali per l'epoca: in particolare il velivolo si caratterizzava a prima vista per la configurazione a doppia trave di coda e per la configurazione traente spingente dei due motori installati.
La particolare configurazione prevedeva che i due cannoni fossero installati uno per ciascuna semiala e che i condotti per l'eliminazione dei gas di sparo (grazie al quale l'arma era priva di rinculo) costituissero essi stessi le travi di coda che, per quanto senza funzione portante, reggevano l'impennaggio posteriore.
La soluzione del doppio motore venne decisa in base ai calcoli effettuati in sede di progettazione che stabilirono che per ottenere prestazioni adeguate al compito il velivolo dovesse essere spinto da un motore capace di una potenza tra gli 800 ed i 900 CV, potenza che all'epoca non risultava possibile da ottenere mediante l'impiego di un solo propulsore.
La costruzione dell'ANT-23 venne ultimata all'inizio dell'estate del 1931 ed il suo primo volo ebbe luogo il 29 agosto.

## Tecnica

### Struttura
Come ormai consuetudine per le realizzazioni del gruppo di lavoro di Tupolev, la struttura dell'ANT-23 era costituita da duralluminio con le superfici realizzate in lamiera ondulata; tuttavia mentre i piani di coda mantenevano il classico andamento ondulato, nell'ala si era optato per una soluzione che riducesse il numero delle nervature.
La fusoliera era di sezione circolare ed ospitava, tra i due motori, la cabina di pilotaggio (scoperta) ed il serbatoio di carburante. Le travi di coda erano realizzate in tubi d'acciaio (del diametro di 150 mm), tra loro avvitate mediante filettatura delle rispettive estremità.
L'ala era a sbalzo, disposta in posizione mediana rispetto alla carlinga; sosteneva le due travi di coda sulle quali poggiavano gli impennaggi: questi erano costituiti da un unico piano orizzontale, che sporgeva lateralmente rispetto alle due travi, e da un singolo piano verticale centrale, controventato mediante l'impiego di cavetti in acciaio.
Il carrello d'atterraggio era fisso, di tipo triciclo posteriore, con gli elementi principali monoruota disposti al di sotto dell'ala in corrispondenza delle travi di coda. Il ruotino posteriore era fisso e disposto al termine di una lunga struttura di forma piramidale, al fine di mantenere elevata l'altezza da terra e permettere il regolare funzionamento all'elica posteriore.

### Motore
Le unità motrici impiegate sull'ANT-23 furono due radiali Bristol Jupiter VI, motore a 9 cilindri raffreddato ad aria. Altre fonti riportano trattarsi del motore Gnome-Rhône 9A Jupiter, tuttavia si tratterebbe (in ogni caso) di una versione costruita su licenza in Francia del motore britannico che, tra l'altro, fu realizzato (sempre su licenza) anche in Unione Sovietica con il nome di Shvetsov M-22.

### Armamento
L'armamento installato sull'ANT-23 era costituito dai due cannoni senza rinculo cui già si è fatto cenno, disposti uno in ciascuna semiala. Si trattava di due cannoni APK-4(ma altra fonte riporta APK-100), calibro 76 mm, il cui progetto era dovuto a Leonid Vasil’evič Kurčevskij.

## Impiego operativo
Fin dal primo momento il pilota collaudatore Ivan Ivanovič Kozlov evidenziò i pericoli insiti nella disposizione dei motori: la scarsa distanza tra l'abitacolo e l'elica posteriore avrebbe potuto costituire motivo di pericolo in caso di abbandono del velivolo. Malgrado questa sua osservazione, l'esperto pilota acconsentì a svolgere le prove in volo che misero in luce problemi al motore posteriore che non risultò in grado di erogare tutta la potenza prevista così come si dimostrò maggiore del previsto la resistenza opposta dal carrello d'atterraggio (fisso) e dai piani di coda in lamiera corrugata.
Il 21 marzo del 1932 durante una prova svolta, dopo aver testato i cannoni al suolo sparando oltre 100 proiettili, Kozlov si levò in volo per svolgere nuove prove a 1 000 d'altezza: lo sparo con il cannone di sinistra provocò il danneggiamento del diffusore e del cavo di controllo dello stabilizzatore. Restio a tentare di lanciarsi con il paracadute, per il timore di venire agganciato dall'elica posteriore, Kozlov decise di tentare di riportare a terra il velivolo, riuscendo nel rischioso intento anche se al momento dell'atterraggio la trave di coda andò distrutta. Per questa sua impresa, Kozlov il successivo 20 maggio venne insignito dell'Ordine della Stella Rossa.
Sebbene, dopo lavori di irrobustimento delle travi di coda, l'ANT-23 sia stato portato in volo in diverse altre occasioni, ogni volta i piloti evidenziavano vibrazioni alla struttura e la velocità massima non raggiunse mai i livelli sperati; nell'autunno dello stesso 1932 fu così deciso l'abbandono definitivo del progetto.